# فرودگاه سولالا
فرودگاه سولالا (به لاتین: Soalala Airport) فرودگاهی در ماداگاسکار است که در بوئنی واقع شده‌است.